# Dead Rising: Watchtower
Dead Rising: Watchtower è un film del 2015 diretto da Zach Lipovsky e uscito direttamente in DVD.
È basato sulla serie videoludica Dead Rising ed è ambientato dopo i primi due capitoli Dead Rising e Dead Rising 2 e prima di Dead Rising 3.

## Trama
Il 25 settembre 2006, in Colorado, all'interno di un centro commerciale chiamato Willamete si diffonde un virus che trasforma tutti in zombie. Il fotoreporter Frank West sopravvive all'epidemia e diventa famoso scrivendo un libro sugli eventi vissuti.
Il 25 settembre 2010, a Fortune City - parco divertimenti palesemente ispirato a Las Vegas - si diffonde nuovamente il virus zombie, trasformando l'intera popolazione in morti viventi. Lo stuntman Chuck Greene e sua figlia si ritrovano nel rifugio insieme ad altri superstiti e grazie all'aiuto di un'attivista e di una fotoreporter si scoprirà che questa seconda epidemia è stata causata dal Governo degli Stati Uniti per aumentare le vendite dello Zombrex, un farmaco che ritarda la trasformazione di qualche ora e che deve essere iniettato periodicamente.
Oregon: il reporter Chase Carter e la sua assistente Jordan cercano di raccontare le storie di persone  sottoposte a quarantena dal governo statunitense. Agli infetti viene iniettato lo Zombrex, un farmaco che ritarda la trasformazione in zombie di qualche ora ma dopo le prime somministrazioni le persone infette cominciano a collassare e trasformarsi in mostri famelici, segno che il farmaco non è più efficace. Chase rimane intrappolato all'interno della città invasa da zombie, mentre Jordan riesce a mettersi in salvo fuori dalle mura di quarantena. Chase, insieme a due superstiti, Maggie e Crystal, dovranno trovare una via d'uscita prima che la città venga bombardata. Nel frattempo Jordan scopre che il governo ha distribuito un farmaco inefficace per poter impiantare sotto pelle un chip con farmaco concentrato di durata annuale che permette però di monitorare tutti gli infetti in qualsiasi momento a loro insaputa. Inizia così l'operazione Watchtower.

## Produzione
Le riprese si sono svolte a Vancouver, Columbia Britannica dal 30 settembre 2014. Il film è stato distribuito il 27 marzo 2015.

## Sequel
Esiste un sequel, dal titolo Dead Rising: Endgame, uscito il 20 giugno 2016. Dal 30 marzo 2017 è in onda su Sky.